# قوناق‌کند (شماخی)
قوناق‌کند (به لاتین: Qonaqkənd) یک منطقه مسکونی در جمهوری آذربایجان است که در شهرستان شماخی واقع شده است. این روستا ۸۳۵ نفر جمعیت دارد.